# Sharm el-Sheikh Lufthavn
Sharm el-Sheikh Lufthavn (IATA: SSH, ICAO: HESH) er en international lufthavn ved Sharm el-Sheikh i den østlige del af Egypten. I 2010 ekspederede lufthavnen 8.693.990 passagerer, hvilket gør den til landets næsttravleste og den tredje i Afrika (teknisk set ligger den i Asien) efter Cairo International Airport og O.R. Tambo International Airport ved Johannesburg.
Lufthavnen åbnede den 14. maj 1968 som base for det israelske luftvåben, Heyl Ha'Avir. Den blev også brugt til at servicere den lille israelske bosættelse Ofira i nærheden. Som en konsekvens af Camp David-aftalen i 1978 overgik lufthavnen og området til Egypten.
Der er i øjeblikket 2 terminaler i Sharm el-Sheikh Lufthavn, og en tredje er under opførelse.
Den 31. Oktober 2015 lettede Kogalymavia Flight 9268, som efter cirka 25 minutters flyvning styrtede ned over Sinaihalvøen